# Gurinhém
Gurinhém este un oraș în Paraíba (PB), Brazilia.